# Lâm Đồng (provincie)
Lâm Đồng este o provincie în Vietnam.

## Județ
- Đà Lạt
- Bảo Lộc
- Bảo Lâm
- Cát Tiên
- Di Linh
- Đạ Huoai
- Đạ Tẻh
- Đam Rông
- Đơn Dương
- Đức Trọng
- Lạc Dương
- Lâm Hà

1. ↑   (PDF) https://monre.gov.vn/VanBan/Lists/VanBanChiDao/Attachments/3012/b4.4_Signed.pdf Lipsește sau este vid: |title= (ajutor)
2. ↑   https://www.gso.gov.vn/en/px-web/?pxid=E0201&theme=Population%20and%20Employment Lipsește sau este vid: |title= (ajutor)
3. ↑   https://mabuuchinh.vn/ Lipsește sau este vid: |title= (ajutor)
4. ↑   http://postcode.vn/ Lipsește sau este vid: |title= (ajutor)